# Havasu Creek
Der Havasu Creek ist ein linker Nebenfluss des Colorado Rivers im US-Bundesstaat Arizona.

## Etymologie
Havasu ist ein Wort aus der Sprache der Havasupai, eines im Grand Canyon, am Havasu Creek und auf dem südlich anschließenden Coconino-Plateau ansässigen Indianerstammes. Ha hat die Bedeutung Wasser, vasu bezeichnet die Farbe Blaugrün oder Türkis. Havasu kann somit als blaugrünes Wasser übersetzt werden – in Anspielung auf den durch den hohen Kalkgehalt erzeugten Farbton des Wassers, der durch das rote anstehende Gestein noch verstärkt wird.

## Verlauf
Der eigentliche Havasu Creek nimmt seinen Ursprung an den Quellen der Havasu Springs auf 994 Meter über dem Meer. Er durchfließt sodann auf etwa 16 Kilometern Länge den Havasu Canyon bis zu seiner linksseitigen Einmündung in den Colorado River auf 638 Meter Meereshöhe. Er verliert dabei 356 Meter an Höhe. Sein Sohlgefälle beträgt somit 25,4 Meter pro Kilometer bzw. 2,54 Prozent. Gegenüber dem umgebenden Plateau, das sich auf 1500 Meter befindet, hat sich der Fluss bis zu 900 Meter tief eingeschnitten.
Hierbei ist gleich einzufügen, dass der Havasu Creek streng genommen nicht von seinem hauptsächlichen Zulauf – dem Cataract Creek – getrennt werden kann, da beide demselben Flusssystem angehören. Dieses vereinte Flusssystem (Havasu Canyon Watershed) stellt nach dem Little Colorado River den zweitgrößten Nebenfluss des Colorado Rivers innerhalb des Grand Canyon Nationalparks dar. Sein Einzugsgebiet beträgt 7822 Quadratkilometer, wobei 541 Quadratkilometer abgeschlossene Teilbecken darstellen, welche nicht zum Abfluss beitragen. Dies entspricht in etwa 1 Prozent der Fläche Arizonas oder maximal 108 Kilometer in Ost-West- und 137 Kilometer in Nord-Süd-Richtung.
Der Cataract Creek entspringt in der Nähe von Williams. Er mäandriert dann nahezu 80 Kilometer auf dem flach-geneigten Coconino-Plateau in nordnordwestlicher Richtung, ehe er die Hochfläche verlässt und ins Havasu Canyon eintaucht. Als eigentlicher Havasu Creek passiert er dann Supai, den Hauptort der Havasupai Indian Reservation.

### Wasserfälle
Hinter Supai hat der Fluss eine Reihe von Wasserfällen zu überwinden – dies sind in absteigender Reihenfolge die Navajo Falls, die Fiftyfoot Falls, die Lower Navajo Falls, die Havasu Falls, die Mooney Falls und die Beaver Falls. Der Havasu Creek erreicht sodann die Mündung in den Colorado River nach etwa 4,8 Kilometer unterhalb der Beaver Falls. Hier finden sich einige Campingstellen, die auch von Raftern des Colorado Rivers aufgesucht werden. Da der Fluss gelegentlich recht grobe Sedimentfrachten in den Colorado River hineinspült, hat sich unterhalb des Zusammenflusses die Stromschnelle Havasu Creek Rapid im Colorado River gebildet.

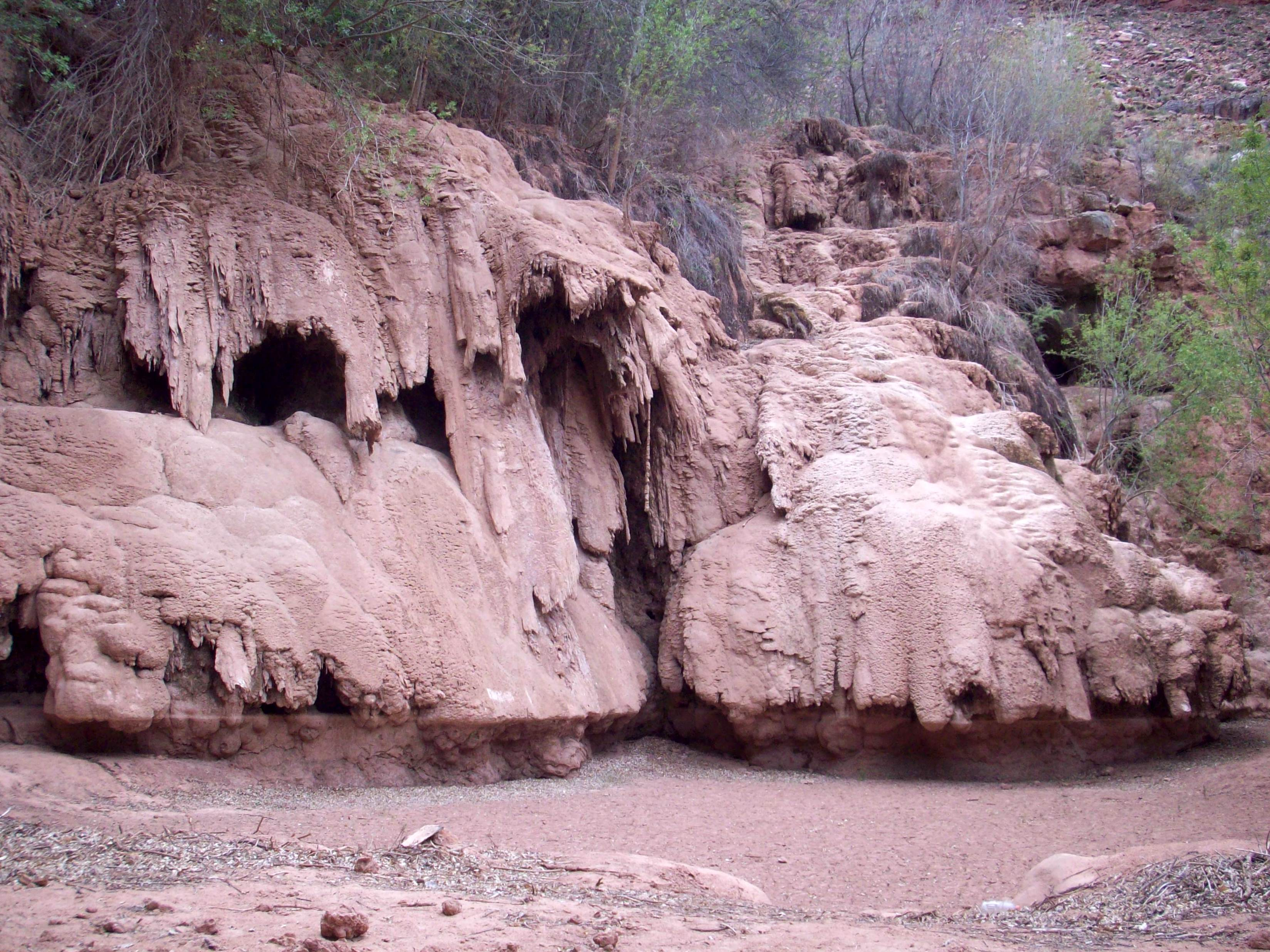
Die trockengefallenen Navajo Falls
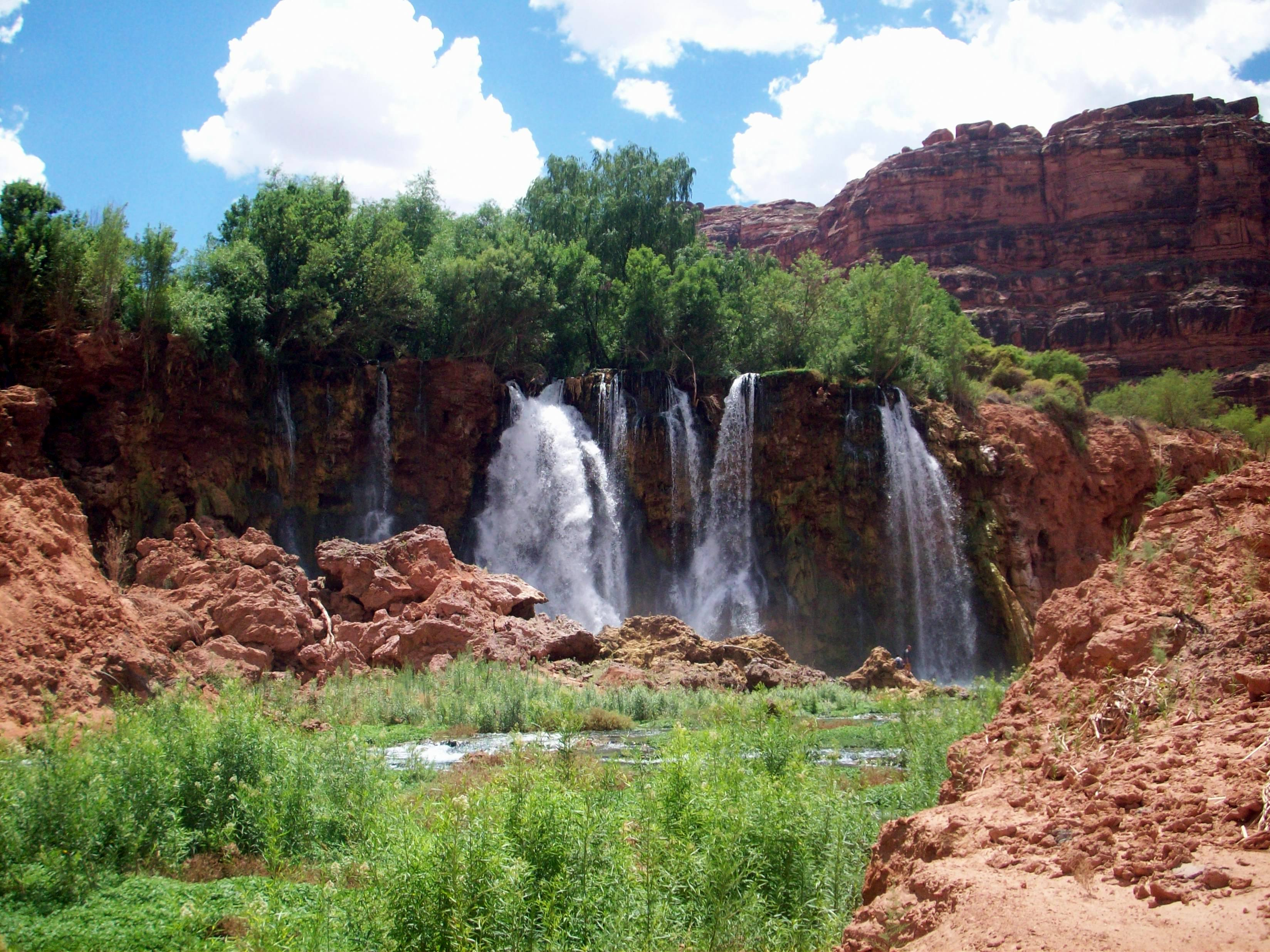
Die Fiftyfoot Falls
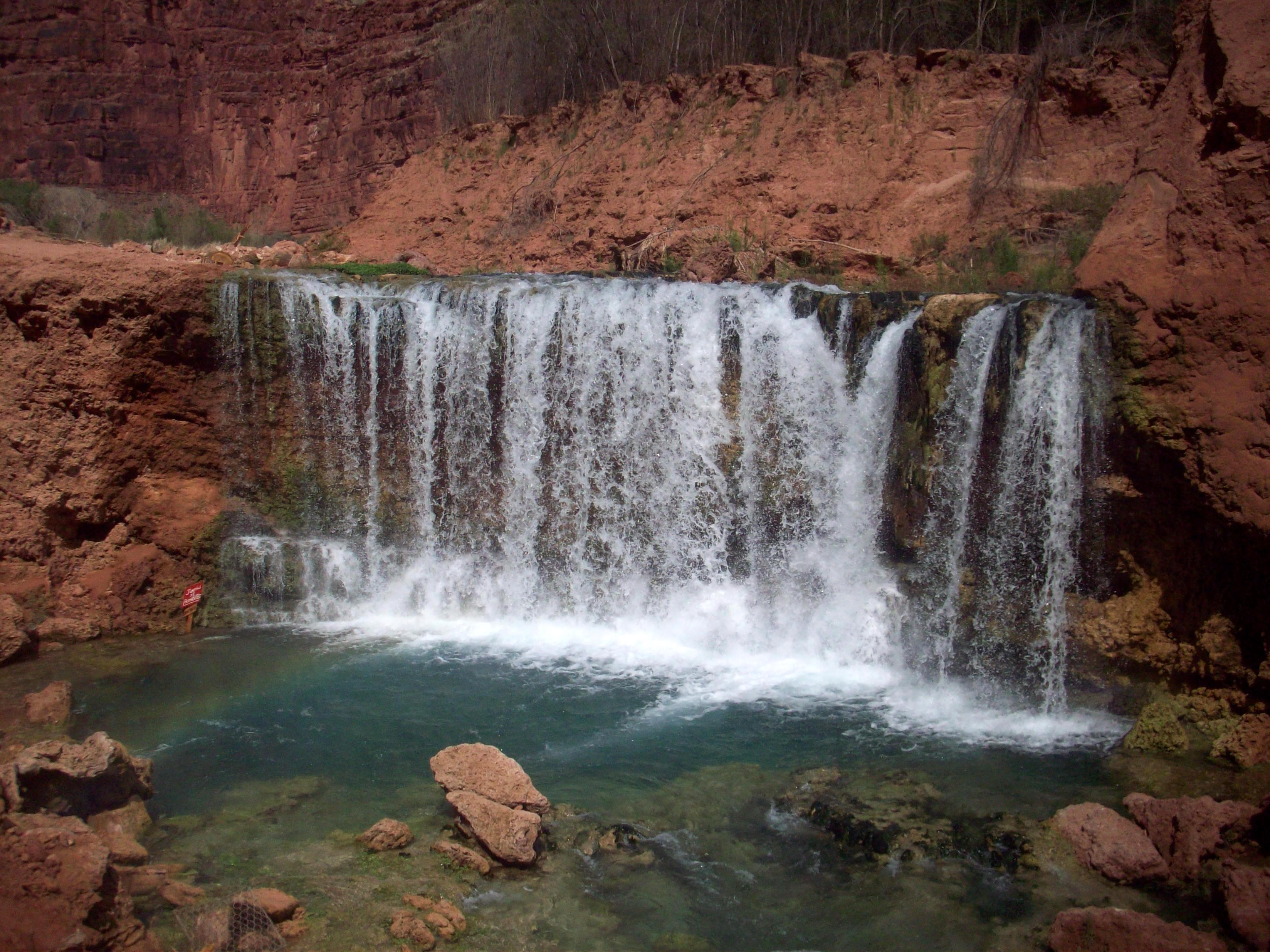
Die Lower Navajo Falls
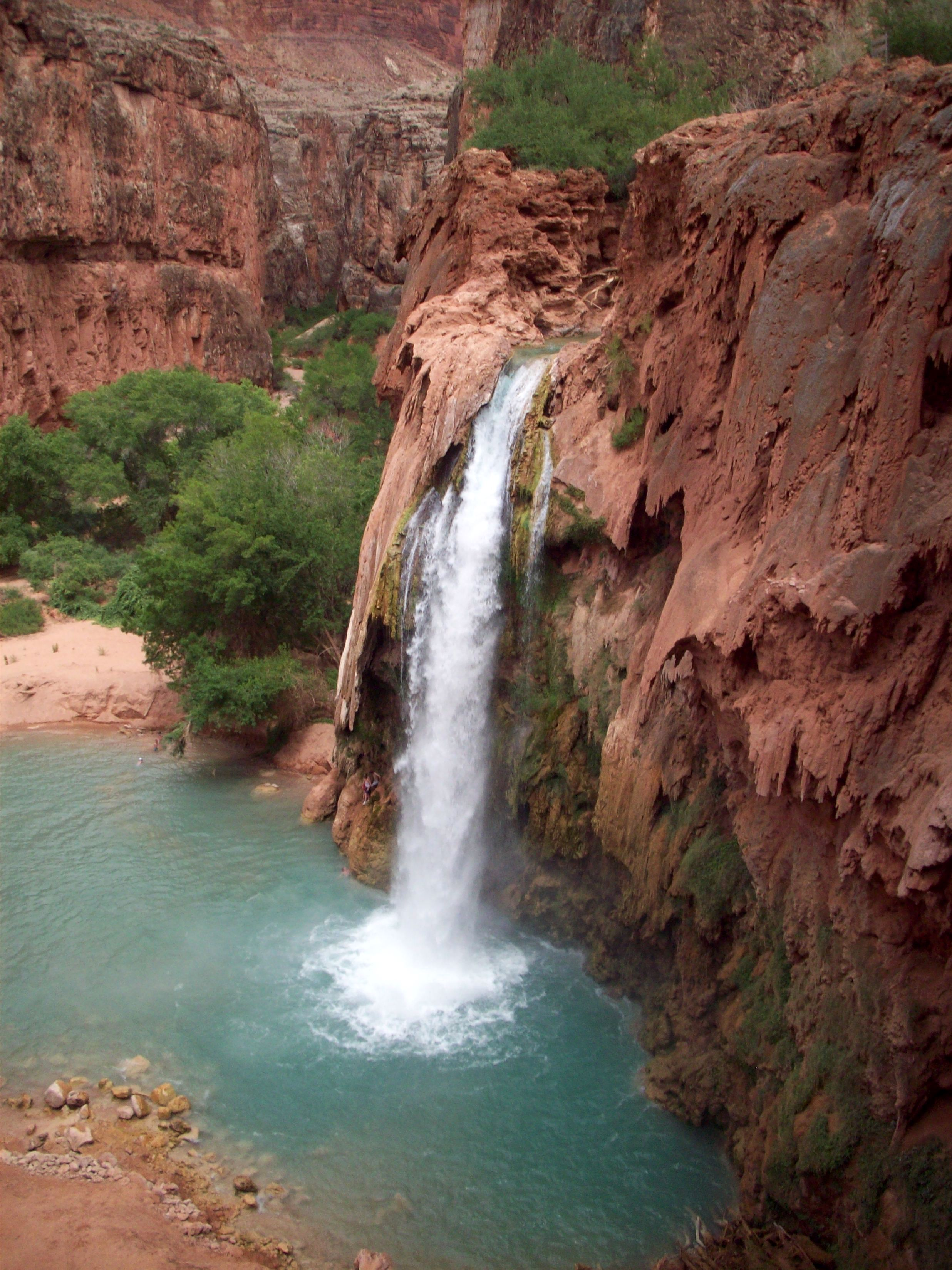
Havasu Falls nach 2008
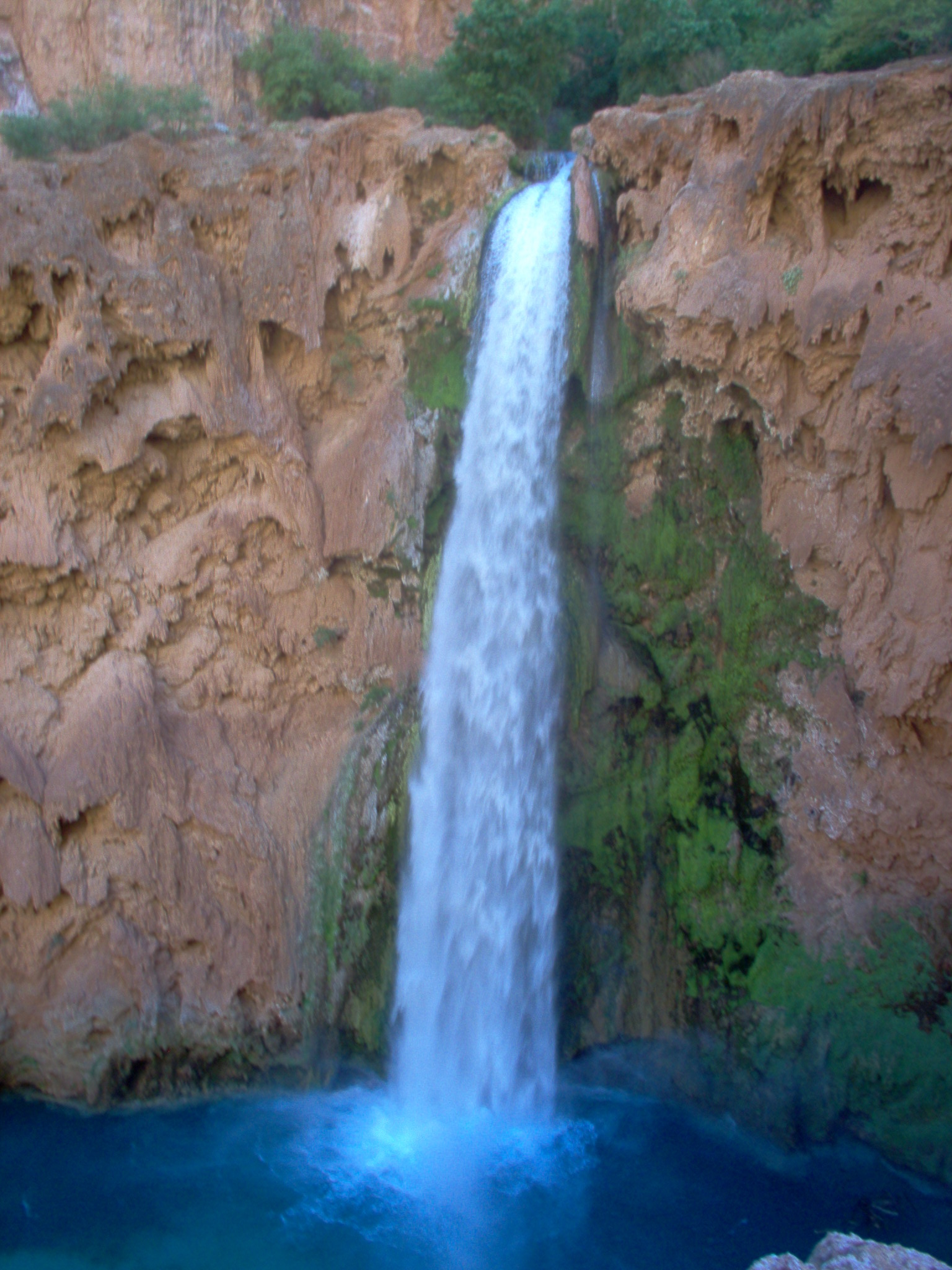
Mooney Falls im Jahr 2006
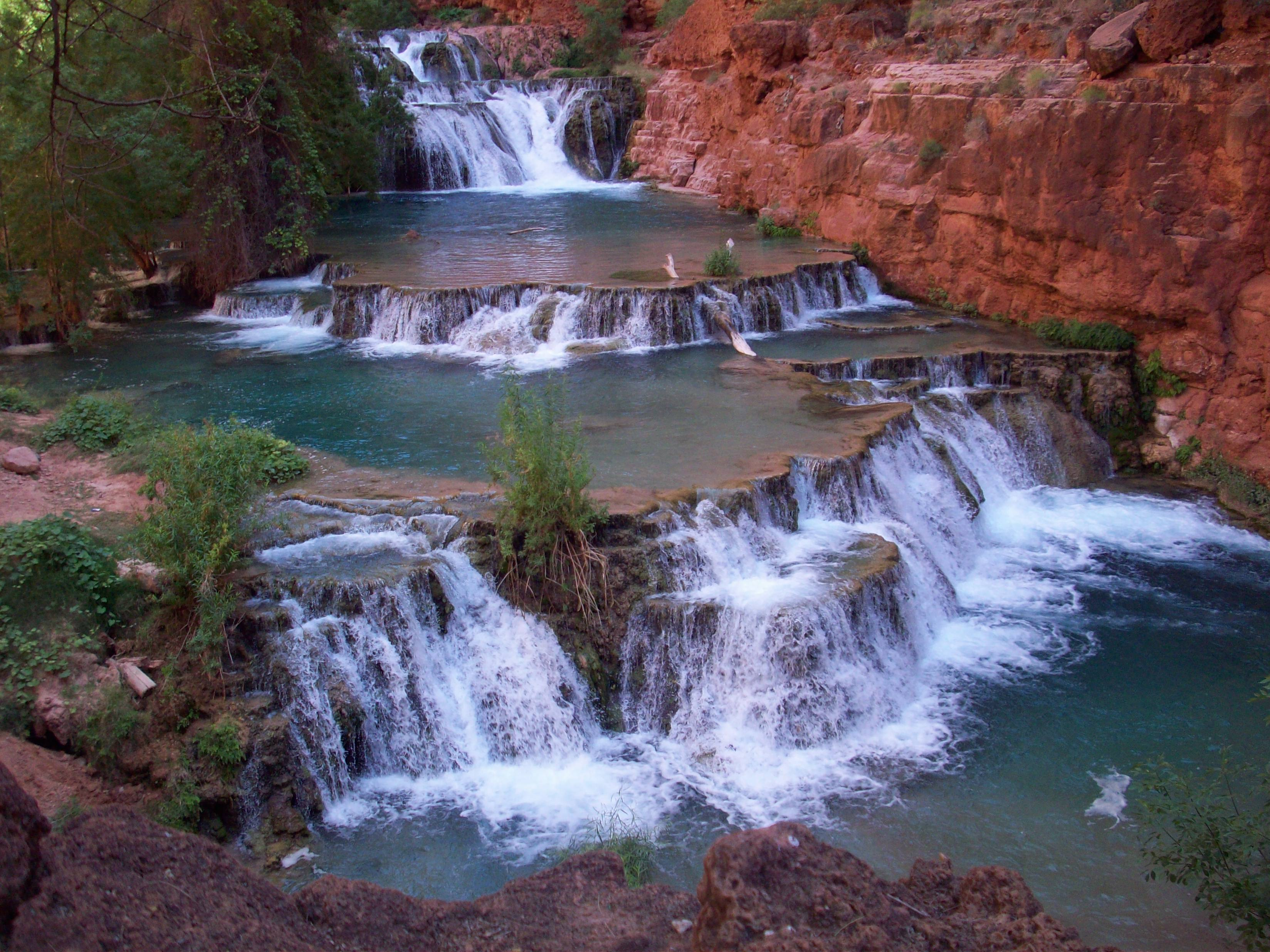
Die Beaver Falls

### Seitentäler
Seitentäler des Havasu Creeks sind linksseitig das Beaver Canyon, in das rechtsseitig das Coyote Canyon einmündet, sowie das Hualapai Canyon. Letzteres mündet unmittelbar unterhalb der Havasu Springs in das Havasu Canyon und bildet den Hauptzugang zu Supai, welcher vom Hualapai Hilltop aus über einen Maultierpfad erfolgt. Die rechten Seitentäler sind alle nur sehr kurz, erwähnenswert ist das Schoolhouse Canyon, das von Osten und Nordosten aus direkt an der Schule von Supai in den Talboden öffnet, und das Carbonate Canyon. Sämtliche Seitentäler enden mit einem jähen Steilaufschwung an der von Kaibab Limestone abgedeckten Plateauwand.

## Hydrologie

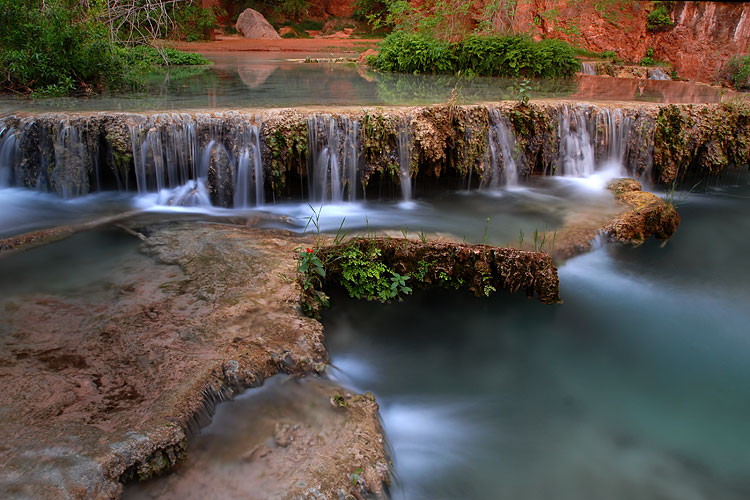
Travertinterrassen im Havasu Creek

Der Havasu Creek ist ab seinen Quellen bei den Havasu Springs ein ganzjährig wasserführender Fluss – im Gegensatz zum ephemeren Cataract Creek. Seine Wasserführung ist das Jahr über recht konstant mit einer durchschnittlichen Abflussmenge von 1,84 Kubikmeter pro Sekunde bzw. 57,82 Millionen Kubikmeter pro Jahr. Nur im August werden durch Gewitterregen Spitzenwerte bis 5,24 Kubikmeter pro Sekunde (an der Mündung sogar bis 6,23 Kubikmeter pro Sekunde) registriert. Die durchschnittlichen Jahresniederschläge bewegen sich im Einzugsgebiet des Havasu Creeks zwischen 180 und 230 Millimeter. Im Einzugsgebiet des Cataract Creeks auf dem Coconino-Plateau fallen zirka 380 Millimeter im Jahr, die in seinem Quellgebiet am Nordabhang des 2822 Meter hohen Bill Williams Mountains bis auf 635 Millimeter anwachsen.

### Überschwemmungsgefahr
Das Havasu Canyon unterliegt einer sehr ernsten Überschwemmungsgefahr. Allein zwischen 1899 und 1993 wurden 14 bedeutende Überschwemmungsereignisse gezählt.  Nach sehr schweren Regenfällen brach am 17. August 2008 der Redlands Dam, ein Rückhaltebecken am Cataract Creek. Die örtlichen Behörden sahen sich daraufhin gezwungen, die 400 Personen zählende Bevölkerung von Supai mit Helikoptern zu evakuieren. Die Flutwelle hatte große Auswirkungen auf die bestehenden Wasserfälle unterhalb von Supai. So fielen die Navajo Falls vollständig trocken, da die Wassermassen sich einen neuen Weg gebahnt hatten, die Fiftyfoot Falls gewannen jedoch an Bedeutung und die Lower Navajo Falls wurden vollkommen neu geschaffen.
Die Überschwemmungsereignisse im Südwesten Nordamerikas werden jetzt generell mit der El Niño-Southern Oscillation (ENSO) in Verbindung gebracht. Schuttströme (Englisch debris flows) waren bisher recht selten im Havasu Canyon.

## Geologie
Der Havasu Creek hat sich mit seinen Seitentälern in die paläozoischen Deckschichten des Grand Canyons eingeschnitten. Ausgehend vom unterpermischen Kaibab Limestone, der den Großteil des Coconino-Plateaus bedeckt, hat sich das Flusssystem Havasu Creek/Cataract Creek an seiner Mündung bis herunter zur oberkambrischen Muav-Formation vorgearbeitet. Der mehr oder weniger horizontal liegende Schichtenstapel wurde hier während der Laramischen Gebirgsbildung leicht eingedellt (Englisch Havasu downwarp), die Muldenachse (Cataract Syncline) verläuft in etwa parallel zum Havasu Creek. Der Verlauf des Flusses ist somit tektonisch vorgezeichnet. Nur unweit weiter östlich wird die Muldenachse von einer westvergenten Monoklinale begleitet, der Supai Monocline. Eine bedeutende Störung neben der bereits angesprochenen Havasu Springs Fault ist die auf halbem Weg in Nordost-Richtung querende Sinyala Fault, die bis über den Colorado River hinweg ins Kaibab-Plateau hineinstreicht. Der Nordwestrichtung folgen neben kleineren Verwerfungen auf sehr intensive Weise Kluftnetze, vor allen Dingen im Esplanade Sandstone der Supai Group. Untergeordnet tritt auch die Ostnordost-Richtung auf. Weiterhin erwähnenswert sind der pleistozäne Vulkanismus an den beiden Yumtheska Vents (Yumtheska Vent East und Yumtheska Vent West, datiert mit 780 000 Jahren) sowie Einsturztrichter und Brekzienschlote in der Nähe der Sinyala Fault. Die holozänen und spätpleistozänen Travertinablagerungen folgen dem Fluss ab Supai bis hinter die Sinyala Fault auf etwa 7,5 Kilometer.

## Ökologie
Auf dem Kaibab-Limestone hat sich eine sehr dünne und schlecht entwickelte Bodenschicht gebildet, welche nur Wüstengräser oder in höheren Lagen das Strauch-Grasland der Juniper-Piñon-Assoziation gedeihen lässt. Zahlreiche kleine Reservoirs und Rückhaltebecken, so genannte Tanks, versorgen die auf dem Plateau betriebene Rinderzucht mit Trinkwasser.